# Dąbrowa Wielka (rejon mościski)
Dąbrowa Wileka (ukr. Велика Діброва) – wieś na Ukrainie, na terenie obwodu lwowskiego, w rejonie jaworowskim (do 2020 roku w rejonie mościskim). 